# Beat Kennel
Beat Kennel (* 14. Juni 1945 in Zürich) ist ein Schweizer Illustrator und Jazzmusiker. Seit 1970 arbeitet er als selbständiger Illustrator und Grafiker und leitete bis 2013 die Musikorganisation Bazillus in Zürich. 

## Leben und Wirken
Kennel, der als Schlagzeuger zunächst Autodidakt war, spielte 1962 in der Harry Pfister Bigband. Zwischen 1963 und 1967 war er Mitglied des Marcel Bernasconi Trio; daneben spielte er mit Freddy Meier und Jürg Grau, mit denen er auch auf internationale Gastspielreisen ging. 1967 zog er für anderthalb Jahre nach Kopenhagen, wo er  Unterricht bei Tootie Heath nahm und mit Musikern wie Mads Vinding, Torben Kjær, Knut-Bjørn Jensen oder Torben Hertz spielte. 1969 gründete er in Zürich mit Marcel Bernasconi die Musikorganisation Bazillus und organisierte aufsehenerregende, genreübergreifende Konzerte. Er war Drummer in den Gruppen Schlüntz mit Andreas Vollenweider und beim Wiebelfetzer Workshop (Grand Prix du Disque de Jazz Montreux 1973). Weiterhin spielte er mit dem Ole Thilo Quintet, der Intercarlic Band (1976 Tournee D, NL), bei Notorisch Rhythmisches Meeting (1986) und Share the Stage (1996–2004). Seit 1998 komponiert er Musik für Projekte von Musikern wie Jean Paul Bourelly. Als «Abschlussarbeit» nennt Beat Kennel die Schaffung eines umfangreichen Bazillusarchivs, das er zusammen mit Freunden 2022 realisiert hat.
Er realisierte verschiedene Liveclubs in der Stadt Zürich:
- 1973–1979 BAZILLUS-WORKSHOP, Albisriederplatz Zürich
- 1979–2004 BAZILLUS-WORKSHOP, Ausstellungsstrasse 21 Zürich
- 1980–1982 BAZILLUS-MUSIKRESTAURANT, Stampfenbachstrasse Zürich
- 1984–1987 BAZILLUS/HOTEL HIRSCHEN, Hirschenplatz Zürich
- 1988–2004 B-FLAT an der Weinbergstrasse 11 und später an der Ausstellungsstasse 21 Zürich
- 2004–2013 BAZILLUS-ad hoc live club  an der Ausstellungsstrasse 21 (geschlossen am 8. April 2013)

## Preise und Auszeichnungen
Wiebelfetzer Workshop (Grand Prix du Disque de Jazz Montreux 1973), 1980 wurde Kennel mit den Bazillus-Mitstreitern Dieter Schärer, Jochen Uhl, Bernhard Uhlmann mit dem Sonderpreis des Art Directors Club Schweiz ausgezeichnet. Er erhielt 2005 den Kulturpreis der Stadt Zürich, weil er mit dem Bazillus „über Jahre hinweg einen Raum für die lokale Jazzszene [schuf] und ... damit auch unzähligen nationalen MusikerInnen zum Durchbruch im Ausland“ verhalf.

## Diskographische Hinweise
- Wiebelfetzer Workshop live (mit Runo Ericksson, John Tchicai, Ole Thilo, Irène Schweizer, Stephan Wittwer, Peter Warren, Gogo Thalmann, Jürg Grau, Fredy Studer, Beat Kennel, Düde Dürst, Anne Christiansen, 1971)
- Extemporaneous poly metra binetic, mit Eddie Harris, Jamaaladeen Tacuma u. a. (Bazillus Records)
- B-FLAT Live Mix, (LP Bazillus Records 1994)
- BOURELLY CUTMOTION Jean-Paul Bourelly (CD JP gotmangos) J.P. Bourelly, Thomas Grünwald, Jürg Grau, Michael Flury, Maze Salami, Singha Dee, Manu Rindlisnbacher, Julian Sartorius, Mansour Lette, Nazreem Hasnaoui, Valentin  Bächi, Fabio Freire, Flo Götte
- BAZILLUSMUSIC (www.bazillusmusic.com) zirka 130  Remixes und Editierungen von Livemitschnitten aus dem BazillusKlub.

## Lexigraphischer Eintrag
- Bruno Spoerri (Hrsg.): Biografisches Lexikon des Schweizer Jazz. CD-Beilage zu: Bruno Spoerri (Hrsg.): Jazz in der Schweiz. Geschichte und Geschichten. Chronos-Verlag, Zürich 2005, ISBN 3-0340-0739-6.